# Клюев, Павел Николаевич
Па́вел Никола́евич Клю́ев (1891, с. Знаменское Уфимской губернии — 11 мая 1938, Куйбышев) — деятель ВКП(б), Председатель Исполнительного комитета Куйбышевского городского Совета. Входил в состав особой тройки НКВД СССР.

## Биография
Павел Николаевич Клюев родился в 1891 году в селе Знаменском Уфимской губернии. Вступил в РСДРП(б) в 1917 году. Участник Гражданской войны. Далее его деятельность была связана с работой в партийных, советских и народнохозяйственных структурах. До 1927 года — управляющий Башкирской суконной фабрикой.
- С 1927 года — председатель Башкирской областной контрольной комиссии ВКП(б), нарком рабоче-крестьянской инспекции Башкирской АССР. В 1927—1934 годах — член Центральной Контрольной Комиссии ВКП(б).
- 26 января — 10 февраля 1934 года делегат XVII съезда ВКП(б) с решающим голосом от Северной парторганизации[1].
- В 1937 году — кандидат в члены бюро Куйбышевского обкома, председатель Исполкома Куйбышевского горсовета. В июле — ноябре 1937 г. на основании решения Политбюро ЦК ВКП(б) № П51/262 от 15.07.1937 и приказа НКВД СССР от 30.07.1937 № 00447 входил в состав особой тройки УНКВД по Куйбышевской обл.[2] и активно участвовал в сталинских репрессиях[3] (исключён решением Политбюро ЦК ВКП(б) № П55/219 от 15.11.1937).

## Завершающий этап
Арестован 23 октября 1937 года. Приговорён к ВМН ВКВС СССР 11 мая 1938 года.
Обвинялся по статьям 58-2, 58-11 УК РСФСР. Расстрелян в день вынесения приговора в Куйбышеве. Реабилитирован в сентябре 1956 года определением ВКВС СССР за отсутствием состава преступления.